# کلاوس هوبر
کلاوس هوبر (انگلیسی: Klaus Huber; ۳۰ نوامبر ۱۹۲۴ – ۲ اکتبر ۲۰۱۷) یک نویسنده، آهنگساز، و استاد دانشگاه اهل سوئیس بود. وی در بازل و فرایبورگ مستقر بود.
از دانش آموزان او عبارتند از: براون فرنیکو، یوهی پگ-پان، توشیو حسوکاوا، ولفگانگ ریم و کایا سارایوو.
او در سال ۲۰۰۹ جایزه موسیقی ارنست فون زیمنس را در میان جوایز دیگر دریافت کرد.